# Metlaltoyuca
Metlaltoyuca es una localidad mexicana situada en el estado de Puebla, cabecera del municipio de Francisco Z. Mena.

## Geografía
La localidad de Metlaltoyuca se ubica en el oeste del municipio de Francisco Z. Mena, sobre una meseta, a orillas de la sierra.
Se encuentra a una altura media de 326 m s. n. m. y cubre un área aproximada de 2.47 km².

### Clima
El clima predominante en Metlaltoyuca es el cálido húmedo con abundantes lluvias en verano. Tiene una temperatura media anual de 23.5 °C y una precipitación media anual de 1670.6 mm.
| Parámetros climáticos promedio de Metlaltoyuca, Francisco Z. Mena | Parámetros climáticos promedio de Metlaltoyuca, Francisco Z. Mena | Parámetros climáticos promedio de Metlaltoyuca, Francisco Z. Mena | Parámetros climáticos promedio de Metlaltoyuca, Francisco Z. Mena | Parámetros climáticos promedio de Metlaltoyuca, Francisco Z. Mena | Parámetros climáticos promedio de Metlaltoyuca, Francisco Z. Mena | Parámetros climáticos promedio de Metlaltoyuca, Francisco Z. Mena | Parámetros climáticos promedio de Metlaltoyuca, Francisco Z. Mena | Parámetros climáticos promedio de Metlaltoyuca, Francisco Z. Mena | Parámetros climáticos promedio de Metlaltoyuca, Francisco Z. Mena | Parámetros climáticos promedio de Metlaltoyuca, Francisco Z. Mena | Parámetros climáticos promedio de Metlaltoyuca, Francisco Z. Mena | Parámetros climáticos promedio de Metlaltoyuca, Francisco Z. Mena | Parámetros climáticos promedio de Metlaltoyuca, Francisco Z. Mena |
| Mes                                                               | Ene.                                                              | Feb.                                                              | Mar.                                                              | Abr.                                                              | May.                                                              | Jun.                                                              | Jul.                                                              | Ago.                                                              | Sep.                                                              | Oct.                                                              | Nov.                                                              | Dic.                                                              | Anual                                                             |
| ----------------------------------------------------------------- | ----------------------------------------------------------------- | ----------------------------------------------------------------- | ----------------------------------------------------------------- | ----------------------------------------------------------------- | ----------------------------------------------------------------- | ----------------------------------------------------------------- | ----------------------------------------------------------------- | ----------------------------------------------------------------- | ----------------------------------------------------------------- | ----------------------------------------------------------------- | ----------------------------------------------------------------- | ----------------------------------------------------------------- | ----------------------------------------------------------------- |
| Temp. máx. abs. (°C)                                              | 35.0                                                              | 35.0                                                              | 40.0                                                              | 42.5                                                              | 42.0                                                              | 39.0                                                              | 36.5                                                              | 37.0                                                              | 36.0                                                              | 36.0                                                              | 35.0                                                              | 37.0                                                              | 42.5                                                              |
| Temp. máx. media (°C)                                             | 22.3                                                              | 24.5                                                              | 27.4                                                              | 30.6                                                              | 32.9                                                              | 33.2                                                              | 31.7                                                              | 32.0                                                              | 30.9                                                              | 29.3                                                              | 26.8                                                              | 24.0                                                              | 28.8                                                              |
| Temp. media (°C)                                                  | 17.3                                                              | 19.2                                                              | 21.8                                                              | 24.8                                                              | 27.1                                                              | 27.6                                                              | 26.6                                                              | 26.7                                                              | 26.0                                                              | 24.4                                                              | 21.7                                                              | 19.0                                                              | 23.5                                                              |
| Temp. mín. media (°C)                                             | 12.3                                                              | 13.8                                                              | 16.3                                                              | 18.9                                                              | 21.4                                                              | 22.0                                                              | 21.5                                                              | 21.4                                                              | 21.1                                                              | 19.4                                                              | 16.5                                                              | 14.0                                                              | 18.2                                                              |
| Temp. mín. abs. (°C)                                              | 1.0                                                               | 4.0                                                               | 1.0                                                               | 8.5                                                               | 14.0                                                              | 16.5                                                              | 15.5                                                              | 15.0                                                              | 16.0                                                              | 11.0                                                              | 2.0                                                               | -1.5                                                              | -1.5                                                              |
| Precipitación total (mm)                                          | 69.2                                                              | 59.5                                                              | 47.6                                                              | 75.8                                                              | 67.5                                                              | 167.0                                                             | 315.9                                                             | 223.2                                                             | 296.6                                                             | 189.1                                                             | 97.8                                                              | 61.4                                                              | 1670.6                                                            |
| Días de precipitaciones (≥ 1 mm)                                  | 8.4                                                               | 8.4                                                               | 7.6                                                               | 5.9                                                               | 5.9                                                               | 9.2                                                               | 12.7                                                              | 13.1                                                              | 13.9                                                              | 8.7                                                               | 7.4                                                               | 8.5                                                               | 109.7                                                             |
| Fuente: Servicio Meteorológico Nacional.                          |                                                                   |                                                                   |                                                                   |                                                                   |                                                                   |                                                                   |                                                                   |                                                                   |                                                                   |                                                                   |                                                                   |                                                                   |                                                                   |

## Demografía
De acuerdo con el censo realizado en 2020 por el Instituto Nacional de Estadística y Geografía (INEGI), en Metlaltoyuca había un total de 4324 habitantes, de los que 2276 eran mujeres y 2048, hombres.
En 2020 había un total de 1655 viviendas, de las que 1304 se encontraban habitadas.
El grado promedio de escolaridad es de 8.98 años.

### Evolución demográfica
En el censo de 2010, Metlaltoyuca registró 3934 habitantes, lo que corresponde a un crecimiento poblacional del 0.97 % anual, respecto a la población de 2020.
| Gráfica de evolución demográfica de Metlaltoyuca entre 1900 y 2020 |
|                                                                    |
| Fuente: Instituto Nacional de Estadística y Geografía.             |